# Smuha MacDonaldova
Smuha MacDonaldova (Totoaba macdonaldi) je zranitelný druh mořské ryby. Je endemitem Kalifornského zálivu.  
Patří mezi největší smuhy. Dosahuje délky 2 metry a hmotnosti 100 kg. Živí se rybami a korýši. Může se dožít patnácti let. 
Mladé ryby se drží v deltě řeky Colorado, zatímco dospělci se vydávají do hlubších mořských vod. Po dokončení Hooverovy přehrady se zvýšila salinita vody v zálivu, což vadí rybám v rozmnožování. Dalším důvodem poklesu populace je nadměrný lov, který začal ve dvacátých letech dvacátého století a pokračuje i přes zákaz vydaný v roce 1975.
Plynový měchýř totoaby má nezvyklý tvar a je vyhledávanou surovinou v čínské kuchyni, které se přisuzují omlazující účinky. Kilogramový měchýř se vykupuje od rybářů asi za čtyři tisíce dolarů a na čínském trhu může stát až deset tisíc dolarů. Měchýře jsou předmětem rozsáhlého ilegálního obchodu, což jim vyneslo přezdívku „mořský kokain“. Kvůli rostoucí poptávce po měchýřích se smuha MacDonaldova dostala na pokraj vyhynutí a vztahuje se na ni Endangered Species Act of 1973. V roce 2015 vyhlásil mexický prezident Enrique Peña Nieto program na záchranu druhu, který zahrnuje boj proti pašerákům i umělý odchov ryb. 
Intenzivní lov smuhy MacDonaldovy vede také k poklesu stavů sviňuch kalifornských, které často uhynou v sítích nastražených na smuhy.